# Ledören (vid Börsskäret, Närpes)
Ledören är en ö i Finland. Den ligger i Bottenhavet och i kommunen Närpes i den ekonomiska regionen  Sydösterbotten i landskapet Österbotten, i den västra delen av landet. Ön ligger omkring 68 kilometer söder om Vasa och omkring 330 kilometer nordväst om Helsingfors.
Öns area är 60,4 hektar och dess största längd är 2,1 kilometer i nord-sydlig riktning.

## Klimat
Inlandsklimat råder i trakten. Årsmedeltemperaturen i trakten är 4 °C. Den varmaste månaden är augusti, då medeltemperaturen är 16 °C, och den kallaste är januari, med −8 °C.